# محاكم إسبانية للعنف ضد المرأة
المحاكم الإسبانية للعنف ضد المرأة هي قاعات محاكم جنائية مخصصة مرتبطة بمحاكم التحقيق، والتي وضعها القانون الأساسي 1/2004  من تدابير الحماية الشاملة لمكافحة العنف ضد المرأة. وعلى عكس المعتاد فإن تلك المحاكم أيضا لديها صلاحيات في القضاء المدني بوصفها محاكم من الدرجة الأولى والاستعلام. وهي مرتبطة بمنظمة القضاء، رغم أن محكمة واحدة يمكن أن تنشأ لتغطية مقاطعتين أو أكثر.

## قدرات المحكمة
محاكم العنف ضد المرأة لديها القدرة على التحقيق في الجرائم التالية:
- القتل والإجهاض والضرب والإضرار بالجنين والجرائم ضد حرية والجرائم المرتكبة ضد النزاهة الأخلاقية والجرائم الجنسية أو غيرها من الجرائم المرتكبة حاليًا بواسطة الزوج أو الحبيب السابق، بغض النظر عن الذين يعيشون معا، وكذلك ضد القُصّر والغير قادرين الذين تحت الوصاية القانونية أو رعاية المتهم.

- عن الجرائم المرتكبة ضد الالتزامات العائلية عندما تكون الضحية ممن تم ذكرهم من قبل.

للبت في الحالات التالية:
- جنحة، عندما تكون الضحية هي واحدة من المذكورين قبلًا.

- لإنشاء أي تدابير قانونية لازمة لحماية الضحايا.

في الولاية القضائية المدنية، ما دامت تلك العملية بسبب بدء إجراء هذه العملية الإجرامية في المحاكم، المحاكم لديها القدرة على معرفة القضايا المتعلقة بقانون الأسرة.